# Lijst van lidstaten van de Europese Unie

Kaart

Hieronder staat een lijst van lidstaten van de Europese Unie. Sinds 31 januari 2020 zijn 27 landen aangesloten bij de Europese Unie, nadat het Verenigd Koninkrijk op die datum uit de EU trad als gevolg van de Brexit. Sinds de oprichting van de Europese Economische Gemeenschap door de zes oprichtende staten is de Unie met 22 landen uitgebreid, waarvan er één is uitgetreden.
Met uitzondering van de ultraperifere gebieden, Cyprus en de Spaanse exclaves Ceuta en Melilla, ligt de Europese Unie op het continent Europa.

## Veranderingen
| Jaar | Land | Aantal landen |
| ---- | --- | ------------- |
| 1957 | België, Duitsland, Frankrijk, Italië, Luxemburg en Nederland                                                                 | 6             |
| 1973 | Denemarken, Ierland en Verenigd Koninkrijk                                                                                   | 9             |
| 1981 | Griekenland | 10            |
| 1985 | Groenland (deel van Denemarken) verlaat de EG                                                                                | 10            |
| 1986 | Portugal en Spanje | 12            |
| 1990 | Duitsland breidt uit door de toetreding van de deelstaten van de voormalige DDR                                              | 12            |
| 1995 | Finland (inclusief Åland) , Oostenrijk en Zweden                                                                             | 15            |
| 2004 | Cyprus, Estland, Hongarije, Letland, Litouwen, Malta, Polen, Slovenië, Slowakije en Tsjechië                                 | 25            |
| 2007 | Bulgarije en Roemenië | 27            |
| 2012 | Saint-Barthélemy (deel van Frankrijk) verandert status van ultraperifere regio naar overzees gebied en verlaat daarmee de EU | 27            |
| 2013 | Kroatië | 28            |
| 2014 | Mayotte (deel van Frankrijk) verandert status van overzees gebied naar ultraperifere regio en treedt daarmee toe tot de EU   | 28            |
| 2020 | Verenigd Koninkrijk verlaat de Europese Unie op 31 januari 2020 om 23:00 uur plaatselijke tijd                               | 27            |

## Lidstaten
| Lidstaat                          | Lid sinds     | Oppervlakte (km²) | Bevolking (juni 2018) | Bnp in miljoenen Amerikaanse dollars | Bnp per inwoner | Opmerkingen        | EU-grondgebied met afwijkende status | Geen EU-grondgebied | Zetels in EP (2020) |
| --------------------------------- | ------------- | ----------------- | --------------------- | ------------------------------------ | --------------- | ------------------ | --- | --- | ------------------- |
| Koninkrijk België                 | 1958          | 30.528            | 11.491.346            | 387.840                              | 33.751          | medeoprichter EGKS | | | 21                  |
| Republiek Bulgarije               | 2007          | 110.910           | 7.101.510             | 25.959                               | 3.655           |                    | | | 17                  |
| Republiek Cyprus                  | 2004 (1 mei)  | 9.251             | 1.221.549             | 17.144                               | 14.035          |                    | Noord-Cyprus is de jure onderdeel van Cyprus en dus de Europese Unie, maar Turkije oefent er het feitelijk gezag uit. Invoering van het acquis is daar om die reden opgeschort.           | | 6                   |
| Koninkrijk Denemarken             | 1973          | 43.094            | 5.605.948             | 265.934                              | 47.438          |                    | | Groenland (LGO) en Faeröer | 14                  |
| Bondsrepubliek Duitsland          | 1958          | 357.021           | 80.594.017            | 2.906.658                            | 36.065          | medeoprichter EGKS | Helgoland en de gemeente Büsingen maken geen deel uit van het douane- en btw-gebied van de EU.                                                                                            | | 96                  |
| Republiek Estland                 | 2004 (1 mei)  | 45.226            | 1.251.581             | 12.310                               | 9.836           |                    | | | 7                   |
| Republiek Finland                 | 1995          | 337.030           | 5.518.371             | 204.385                              | 37.037          |                    | Åland maakt geen deel uit van het btw-gebied van de EU. | | 14                  |
| Franse Republiek                  | 1958          | 547.030           | 62.814.233            | 2.216.273                            | 35.283          | medeoprichter EGKS | Frans-Guyana, Guadeloupe, Martinique, Mayotte, Réunion en Saint-Martin zijn ultraperifere gebieden. Ze maken geen deel uit van het douane- en btw-gebied van de EU.                       | Nieuw-Caledonië, Frans-Polynesië, Saint-Barthélemy, Saint-Pierre en Miquelon, Franse Zuidelijke Gebieden en Wallis en Futuna (alle LGO's) | 79                  |
| Helleense Republiek (Griekenland) | 1981          | 131.940           | 10.768.477            | 230.684                              | 21.422          |                    | Oros Athos maakt geen deel uit van het btw-gebied van de EU. | | 21                  |
| Hongarije                         | 2004 (1 mei)  | 93.030            | 9.850.845             | 107.144                              | 10.877          |                    | | | 21                  |
| Ierland                           | 1973          | 70.280            | 5.011.102             | 206.467                              | 41.202          |                    | | | 13                  |
| Italiaanse Republiek              | 1958          | 301.230           | 62.137.802            | 1.836.407                            | 29.554          | medeoprichter EGKS | De gemeenten Campione d'Italia en Livigno maken geen deel uit van het douane- en btw-gebied van de EU.                                                                                    | | 76                  |
| Republiek Kroatië                 | 2013 (1 juli) | 56.594            | 4.292.095             | 51.356                               | 11.965          |                    | | | 12                  |
| Republiek Letland                 | 2004 (1 mei)  | 64.589            | 1.994.643             | 15.387                               | 7.714           |                    | | | 8                   |
| Republiek Litouwen                | 2004 (1 mei)  | 65.200            | 2.823.859             | 23.702                               | 8.393           |                    | | | 11                  |
| Groothertogdom Luxemburg          | 1958          | 2.586             | 594.130               | 35.620                               | 59.953          | medeoprichter EGKS | | | 6                   |
| Republiek Malta                   | 2004 (1 mei)  | 316               | 416.338               | 5.532                                | 13.287          |                    | | | 6                   |
| Koninkrijk der Nederlanden        | 1958          | 41.526            | 17.084.719            | 629.391                              | 36.839          | medeoprichter EGKS | | Aruba, Bonaire, Curaçao, Saba, Sint Eustatius en Sint Maarten (alle LGO's)                                                                | 29                  |
| Republiek Oostenrijk              | 1995          | 83.858            | 8.754.413             | 318.343                              | 36.364          |                    | | | 19                  |
| Republiek Polen                   | 2004 (1 mei)  | 312.685           | 38.476.269            | 312.257                              | 8.116           |                    | | | 52                  |
| Portugese Republiek               | 1986          | 92.391            | 10.839.514            | 185.091                              | 17.076          |                    | De Azoren en Madeira zijn ultraperifere gebieden. | | 21                  |
| Roemenië                          | 2007          | 238.391           | 21.529.967            | 79.848                               | 3.709           |                    | | | 33                  |
| Republiek Slovenië                | 2004 (1 mei)  | 20.253            | 1.972.126             | 35.106                               | 17.801          |                    | | | 8                   |
| Slowaakse Republiek               | 2004 (1 mei)  | 49.012            | 5.445.829             | 50.323                               | 9.241           |                    | | | 14                  |
| Koninkrijk Spanje                 | 1986          | 504.782           | 48.958.159            | 1.120.312                            | 22.883          |                    | De Canarische Eilanden vormen een ultraperifeer gebied en maken geen deel uit van het btw-gebied van de EU. Ceuta en Melilla maken geen deel uit van het douane- en btw-gebied van de EU. | | 59                  |
| Tsjechische Republiek             | 2004 (1 mei)  | 78.866            | 10.674.723            | 125.709                              | 11.776          |                    | | | 21                  |
| Koninkrijk Zweden                 | 1995          | 449.964           | 9.960.487             | 383.816                              | 38.534          |                    | | | 21                  |

1. ↑  1 januari, tenzij anders vermeld.

## Voormalig lidstaat
| Lidstaat            | Lidmaatschapsduur                         | Oppervlakte (km²) | Bevolking (juni 2018) | Bnp in miljoenen Amerikaanse dollars | Opmerkingen                                 | Geen EU-grondgebied (tijdens lidmaatschap) |
| ------------------- | ----------------------------------------- | ----------------- | --------------------- | ------------------------------------ | ------------------------------------------- | --- |
| Verenigd Koninkrijk | 1 januari 1973 tot en met 31 januari 2020 | 244.820           | 66,435,550            | 2.295.039                            | uitgetreden op 31 januari 2020 om 23:00 GMT | Anguilla, Bermuda, Kaaimaneilanden, Falklandeilanden, Zuid-Georgia en de Zuidelijke Sandwicheilanden, Montserrat, Pitcairneilanden, Sint-Helena, Ascension en Tristan da Cunha, Brits Antarctica, Brits Indische Oceaanterritorium, Britse Maagdeneilanden (alle LGO's) en Akrotiri en Dhekelia, Gibraltar, Guernsey, Jersey, Man, Turks- en Caicoseilanden |